# Lupinus sarmentosus
Lupinus sarmentosus là một loài thực vật có hoa trong họ Đậu. Loài này được Desr. miêu tả khoa học đầu tiên.